# Ginglymostoma
Ginglymostoma – rodzaj ryb chrzęstnoszkieletowych z rodziny Ginglymostomatidae.

## Zasięg występowania
Rodzaj obejmuje gatunki występujące w tropikalnych i subtropikalnych regionach wschodniego i zachodniego Oceanu Atlantyckiego oraz we wschodnim Oceanie Spokojnym.

## Morfologia
Długość ciała do 430 cm; masa ciała do 110 kg.

## Systematyka
Rodzaj zdefiniował w 1837 roku niemieccy ichtiolodzy Johannes Peter Müller i Jakob Henle w artykule poświęconym rodzajom ryb i płaszczek opublikowanym na łamach Bericht über die zur Bekanntmachung geeigneten Verhandlungen der Königlichen Preussischen Akademie der Wissenschaften zu Berlin. Autorzy w oryginalnym opisie nie wymienili żadnego gatunku; gatunkiem typowym jest (późniejsze oznaczenie) G. cirratum.

### Etymologia
Ginglymostoma: gr. γίγγλυμος gínglumos ‘zawias’; στομα stoma, στοματος stomatos ‘usta’

### Podział systematyczny
Do rodzaju należą następujące gatunki:
- Ginglymostoma cirratum (Bonnaterre, 1788)
- Ginglymostoma unami Del Moral-Flores, Ramírez-Antonio, Angulo & Pérez-Ponce de León, 2015